# Mz 1
Mz 1 هي مجرة تتبع كوكبة مسطرة النقاش. اكتشفها دونالد هوارد منزل في 1922.

## روابط خارجية
- Mz 1 على موقع ويكي سكاي: DSS2, SDSS, GALEX, IRAS, Hydrogen α, X-Ray, Astrophoto, Sky Map, Articles and images